# Lucius Scribonius Libo (consul in 34 v.Chr.)
Lucius Scribonius Libo was een politicus en militair ten tijde van de Romeinse Republiek. Hij was de broer van Scribonia en schoonvader van Sextus Pompeius. In 34 v.Chr. was hij consul.
Scribonius Libo was de zoon van Lucius Scribonius Libo en een zekere Sentia. In 55 v.Chr. was hij muntmeester (Latijn: monetarius) en in 56 v.Chr. mogelijk volkstribuun (tribunus plebis).
In 49 v.Chr. brak de burgeroorlog tussen Pompeius en Caesar uit: Scribonius Libo koos hierbij de zijde van Pompeius. Toen Julius Caesar Italië binnentrok bevond Scribonius Libo zich in Etrurië. Door Caesars snelle opmars was hij gedwongen zich terug te trekken naar Campanië, waar zich ook Pompeius en de consuls bevonden. Van hieruit trokken de Pompeianen zich verder terug naar Brundisium. Caesar stuurde Gaius Caninius Rebilus naar Brundisium om te onderhandelen met Scribonius Libo, maar hier kwam niets uit.
Scribonius Libo vertrok met Pompeius en de consuls over de Adriatische Zee naar Illyrië. Hier voerde hij samen met Marcus Octavius bevel over de Liburnische en Achaeëse onderdelen van de Pompeiaanse vloot van Marcus Calpurnius Bibulus. Ze wisten de Caesariaanse vloot van Publius Cornelius Dolabella te verslaan en Caesars generaal Gaius Antonius gevangen te nemen. Na de dood van Calpurnius Bibulus in 48 v.Chr. kreeg Scribonius Libo het bevel over de vloot. Zijn taak was de haven van Brundisium te blokkeren zodat Caesar geen versterkingen naar Illyrië kon overzetten, maar Marcus Antonius versloeg hem, waarna Scribonius Libo zich terug moest trekken. Na de voor de Pompeianen desastreus verlopen slag bij Pharsalus trok hij zich terug uit het openbare leven.
In 43 v.Chr. werden Octavianus (de latere Augustus), Lepidus en Marcus Antonius aangesteld als driemannen met consulair gezag en militair opperbevel (imperium): het tweede triumviraat. Om de schatkist te vullen, besloten ze tot proscripties over te gaan: ook Scribonius Libo werd vogelvrij verklaard. Hij vluchtte naar zijn ook vogelvrij verklaarde schoonzoon Sextus Pompeius die met de Romeinse vloot Sicilië had bezet. In de jaren daarna stond Scribonius Libo zijn schoonzoon met raad en daad bij. Vanuit Sicilië voerde Scribonius Libo onderhandelingen die rond 40 v.Chr. leidden tot een huwelijk tussen zijn zus Scribonia en Octavianus, wat tevens zorgde voor toenadering tussen het driemanschap en Sextus Pompeius.
In 39 v.Chr., bij het Verdrag van Misenum, werd hem het consulschap van het jaar daarop toegezegd, maar toen het verdrag werd verbroken was dit van de baan. Na de dood van Sextus Pompeius in 35 v.Chr. sloot Scribonius Libo zich aan bij Marcus Antonius en in 34 v.Chr. werd hij samen met Marcus Antonius consul. Korte tijd later zou hij zijn overleden.
Zijn zonen (of neven) waren Lucius Scribonius Libo, die in 16 consul was, en Marcus Scribonius Libo Drusus, die in 16 zelfmoord pleegde nadat hij was beschuldigd van samenzwering tegen keizer Tiberius.